# 6Y busz (Szekszárd)
A szekszárdi 6Y buszjárat Autóbusz-állomás és Tót-völgy kapcsolatát látta el. Ez a járat kötötte össze a belvárost a déli résszel, több fontos közintézmény is található az útvonalán ez által egy közkedvelt útvonal. Elsősorban a templomba igyekvők igényeit látta el.

## Története
2022. augusztus 27-én közlekedett utoljára, vonalán az hétvégenként az új 6A járat közlekedik Béla király téri betérővel. 

## Útvonala
| Autóbusz-állomás – Béla király tér - Nyomda - Béri B. Á. u. - Otthon u. - Szőlőhegy - Tót-völgy:                                                                                    | Tót-völgy - Szőlőhegy - Otthon u. - Béri B. Á. u. - Nyomda – Béla király tér – Autóbusz-állomás:                                                                                    |
| --- | --- |
| - Autóbusz-állomás - Szent István tér - Béla király tér - Széchenyi utca - Béri Balogh Ádám utca - Csatári torok - Otthon utca - Béri Balogh Ádám utca - Szőlőhegy utca - Tót-völgy | - Tót-völgy - Szőlőhegy utca - Béri Balogh Ádám utca - Otthon utca - Csatári torok - Béri Balogh Ádám utca - Széchenyi utca - Béla király tér - Szent István tér - Autóbusz-állomás |

## Megállóhelyei
| sz. | megállóhely neve             | menetidő (perc) | menetidő (perc) | átszállási kapcsolatok | intézmények                                |
| --- | ---------------------------- | --------------- | --------------- | ---------------------- | ------------------------------------------ |
| 0   | Autóbusz-állomás             | 0               | 28              | 1, 2, 4, 5, 6, 7, 7A   | •Helyközi autóbusz-állomás, •Vasút-állomás |
| 1   | Szent István tér             | 2               | 26              | 1, 4, 4A, 5, 6, 7, 7A  |                                            |
| 2   | Béla király tér              | 6               | -               | 1, 7, 7A, 88, 89       |                                            |
| 3   | Nyomda                       | 9               | 24              | 5, 6, 88, 89, 9        |                                            |
| 4   | Béla király tér              | -               | 20              | 1, 7, 7A               |                                            |
| 5   | Kórház                       | 11              | 17              | 5, 6,, 88, 89, 9       |                                            |
| 6   | Bakta köz                    | 12              | 16              | 5, 6, 88, 89, 9        |                                            |
| 7   | Alsóvárosi temető            | 13              | 15              | 5, 6, 88, 89, 9        |                                            |
| 8   | Baka István általános iskola | -               | 14              | 5, 6, 88, 89           |                                            |
| 9   | Csatári Üzletház             | 16              | 12              | 5, 6, 88, 89           |                                            |
| 10  | Csatár, harangláb            | 17              | 11              | 5, 6                   |                                            |
| 11  | Otthon utca                  | 18              | 10              | 6                      |                                            |
| 12  | Otthon utca, vegyesbolt      | 19              | 9               | 6                      |                                            |
| 13  | Ebes-puszta                  | 21              | 7               | 6                      |                                            |
| 14  | Szezsfőzde                   | 22              | 6               | 6                      |                                            |
| 15  | Szőlőhegyi elágazás          | 23              | 5               | 6                      |                                            |
| 16  | Óvoda                        | 24              | 4               | 6                      |                                            |
| 17  | Szőlőhegy 94. sz.            | 25              | 3               | 6                      |                                            |
| 18  | Szőlőhegy 128. sz.           | 26              | 2               | 6                      |                                            |
| 19  | Tót-völgy                    | 28              | 0               | 6                      |                                            |